# Отто I (маркграф Хахберг-Заузенберга)
Отто I фон Хахберг-Заузенберг (1302 — 1384) — маркграф Хахберг-Заузенберга с 1318 года до своей смерти.

## Биография
Отто был сыном маркграфа Хахберг-Заузенберга Рудольфа I и Агнес — наследницы Отто фон Рёттельна. После смерти его брата Генриха в 1318 году Отто — совместно со своим другим братом Рудольфом II перенял правление Рёттельном и Заузенбергом. При этом маркграфская резиденция была перенесена из замка Заузенбург в замок Рёттельн.
Осенью 1332 года вооружённые отряды из Базеля осадили Рёттельн из-за того, что Отто (или его брат) в ходе неизвестного конфликта заколол бургомистра Базеля. Конфликт был урегулирован при посредничестве дворян Базеля и Заузенберга.
После смерти Рудольфа II в 1352 году Отто I стал опекуном своего племянника Рудольфа III. В 1358 году он передал опекунство Вальраму фон Тирштейну. С 1364 года и вплоть до своей смерти Отто I правил совместно со своим племянником Рудольфом III. В 1366 году Отто и Рудольф пожертвовали церкви в Зитценкирхе (ныне — в составе Кандерна) алтарь.
Он был женат дважды: сначала на Катерине Грансонской, а после её смерти — на Елизавете Штрассбергской (ум. 1352). Оба брака были бездетными.
Отто I скончался в 1384 году и был похоронен в монастырской церкви Зитценкирха.